# ماريو فيلاردي (لاعب كرة قدم ، مواليد 1940)
ماريو فيلاردي (29 مارس 1940 – 19 أغسطس 1997) هو لاعب مكسيكي لكرة القدم شغل مركز لاعب وسط، لعب مع منتخب المكسيك لكرة القدم بين عامي 1962 و1972. كان جزءا من منتخب المكسيك لبطولات كأس العالم (1962) و(1970).

## المسيرة الرياضية
ولد فيلارد في سان أنجيل، ولعب كرة القدم في نادي نيكاكسا وبوماس. سجل 64 هدفًا في الدوري لصالح بوماس. Pumas. درب فيلارد منتخب المكسيك للشباب في بطولة العالم للشباب لكرة القدم 1983.